# DF Большой Медведицы
DF Большой Медведицы (лат. DF Ursae Majoris) — двойная звезда в созвездии Большой Медведицы на расстоянии (вычисленном из значения параллакса) приблизительно 102 световых лет (около 31 парсеков) от Солнца. Видимая звёздная величина звезды — от +10,41m до +10,12m.

## Характеристики
Первый компонент — красный карлик, вращающаяся переменная звезда типа BY Дракона (BY) спектрального класса M0Ve или K7e. Эффективная температура — около 4109 К.